# Margia Dean
Margia Dean; właściwie Marguerite Louise Skliris (ur. 7 kwietnia 1922 w Chicago, zm. 23 czerwca 2023 w Dana Point) – amerykańska aktorka filmowa pochodzenia greckiego; gwiazda filmów klasy B. Zwyciężczyni konkursu piękności Miss Kalifornii w roku 1939. W tym samym roku zdobyła tytuł trzeciej wicemiss w konkursie Miss America.

## Wybrana filmografia
- Pustynny jastrząb (1944) jako córka Wizarda
- Zabiłem Jessego Jamesa (1949) jako piosenkarka w saloonie
- Inside the Walls of Folsom Prison (1951) jako żona Curlya-Haireda Convicta
- Superman i człowiek-kret (1951) jako pani Benson
- Zemsta kosmosu (1955) jako Judith Carroon
- Zasadzka na przełęczy (1958) jako Teresa Santos
- Villa!! (1958) jako Julie